# Альбертслунн
Альбертслунн (дат. Albertslund) — город в Дании, административный центр коммуны Альбертслунн.

## История
В 1802 году французский граф Альбер де Ро де Рамсо де Тортонваль (фр. Albert de Rault de Ramsault de Tortonval) бежал от Французской революции в Данию и в 1817 году приобрёл в этом районе ферму. Его сын, ставший владельцем земли после смерти графа, посадил здесь в 1840-х годах небольшую рощу, которая стала известна как «Роща Альбера», по-датски — «Альбертслунн».
После Второй мировой войны был разработан план развития пригородной зоны Копенгагена, и в 1960-х годах в этих местах по заранее разработанному плану был построен населённый пункт из домов малой этажности.